# Cereus vargasianus
Cereus vargasianus är en kaktusväxtart som beskrevs av Martín Cárdenas Hermosa. Cereus vargasianus ingår i släktet Cereus och familjen kaktusväxter. Inga underarter finns listade i Catalogue of Life.